# Пикси, Ипполит

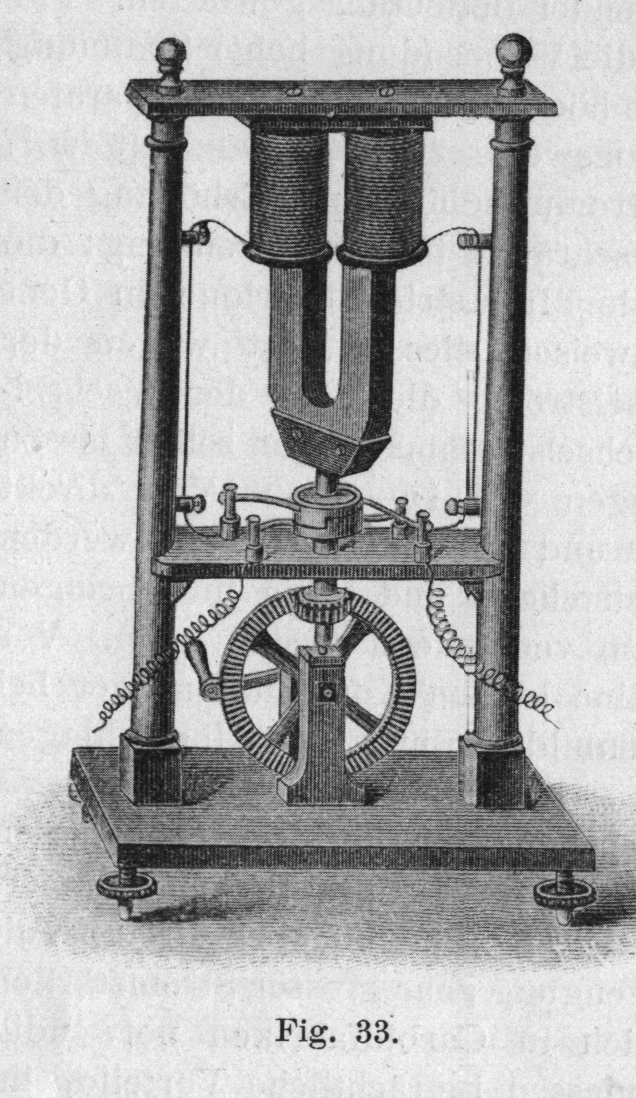
Генератор постоянного тока (с коммутатором) Пикси

Ипполит Пикси (фр. Hippolyte Pixii; 1808—1835) — производитель инструментов в Париже.
В 1832 году сконструировал генератор переменного тока, основанный на принципе электромагнитной индукции Фарадея. Это устройство представляло собой вращающийся магнит подковообразной формы, приводимый в движение вращением рычага, напротив которого были фиксировано установлены две катушки индуктивности с железным сердечником. В дальнейшем к этому устройству был добавлен коммутатор для получения постоянного пульсирующего тока, чем и был приведён к широко узнаваемой сегодня конструкции.